# لوکا فرتی
لوکا فرتی (انگلیسی: Luca Ferretti؛ زادهٔ ۶ مارس ۱۹۸۳) بازیکن فوتبال اهل ایتالیا است.
از باشگاه‌هایی که در آن بازی کرده‌است می‌توان به باشگاه فوتبال آ.ث. میلان، باشگاه فوتبال رجانا، و باشگاه فوتبال پارما اشاره کرد.